# تشانغ ده جيانغ
تشانغ ده جيانغ (بالصينية: 张德江) (و. 1946  م) هو سياسي صيني، هو عضوٌ في الحزب الشيوعي الصيني.

## مناصب
تولى منصب رئيس اللجنة الدائمة للمجلس الوطني لنواب الشعب ‏ (14 مارس 2013–17 مارس 2018)، وعضو اللجنة الدائمة للمكتب السياسي للحزب الشيوعي الصيني ‏ (15 نوفمبر 2012–25 أكتوبر 2017)، وSecretary of the CCP Chongqing Committee ‏ (مارس 2012–نوفمبر 2012)، ونائب رئيس مجلس الدولة في جمهورية الصين الشعبية (17 مارس 2008–16 مارس 2013)، وعضو المكتب السياسي للحزب الشيوعي الصيني (15 نوفمبر 2002–25 أكتوبر 2017)، وSecretary of the CCP Guangdong Committee ‏ (2002–2007)، وSecretary of the CPC Zhejiang Committee ‏ (1998–2002)، وSecretary of the Jilin Committee of the Chinese Communist Party ‏ (1995–1998)، وعضو مجلس الشعب الصيني ‏.

## التعليم
تعلم في جامعة كم إل سونغ، في تخصص اقتصاد، وتحصل منها على بكالوريوس في الفنون (أغسطس 1978–1980).

## جوائز
حصل على جوائز منها:
- وسام الصداقة الروسي.

## روابط خارجية
- تشانغ ده جيانغ على موقع مونزينجر (الألمانية)